# Tríade MacDonald
A Tríade MacDonald refere-se ao conjunto de três características que, segundo alguns especialistas, estão presentes na maioria dos assassinos em série quando são crianças ou adolescentes. Estas três características são:
- Incontinência urinária avançada (enurese noturna)
- Crueldade e abuso sádico de animais e, até, de outras crianças (consultar também o artigo  "Crueldade com animais")
- Piromania (obsessão por incêndios)

A tríade foi proposta em 1963 por John MacDonald, um psiquiatra forense dos Estados Unidos, após ele estudar uma série de características que poderiam apontar uma futura personalidade psicótica. Segundo o estudo, ao menos duas destas características teriam que estar presentes conjuntamente para indicar uma possível tendência para ser um assassino em série no futuro.
No entanto, estudos subsequentes não validaram a teoria e segundo a psiquiatra e professora da Fitchburg State University Kori Ryan para a revista Womens Health dos EU em maio de 2019, o próprio MacDonald teria escrito uma carta refutando a tese, que teria sido ignorada.

## No Brasil
A escritora e especialista em assassinos em série Ilana Casoy afirma em seu livro Serial Killer – louco ou cruel? que esta tríade parece estar presente no histórico de todos os assassinos em série.

## Artigos relacionados
Índice da Maldade